# 1896 en fantasy
| Années de la fantasy : 1893 - 1894 - 1895 - 1896 - 1897 - 1898 - 1899    |
| Décennies de la fantasy : 1860 - 1870 - 1880 - 1890 - 1900 - 1910 - 1920 |

L'année 1896 a connu, en matière de fantasy, les faits suivants. 

## Naissances et décès

### Décès
- 3 octobre : William Morris, écrivain anglais, né en 1834, mort à 62 ans.

## Parutions littéraires

### Romans
- La Source au bout du monde, par William Morris (décédé la même année que la parution du roman).